# Zasloužilý ekonom Ukrajiny
Zasloužilý ekonom Ukrajiny (ukrajinsky Заслужений економіст України) je státní vyznamenání Ukrajiny udílené pracovníkům v ekonomické či sociokulturní sféře za pracovní zásluhy.

## Pravidla udílení
V souladu s nařízením o čestných titulech Ukrajiny se čestný titul Zasloužilý ekonom Ukrajiny udílí pracovníkům v oblasti ekonomické či sociokulturní, obvykle po nejméně deseti letech práce v oboru, za vysoké úspěchy a profesionální kvality. Udílen je také za významný přínos ke zlepšení efektivity produkce a za rozvoj ekonomiky. Může být udělen občanům Ukrajiny, cizincům i lidem bez státní příslušnosti, nelze jej však udělit posmrtně.
Předávání ocenění probíhá ve slavnostní atmosféře. Nejdříve je vyhlášen dekret prezidenta Ukrajiny, kterým se ocenění udílí. Poté je vyznamenané osobě předán odznak a osvědčení o jeho udělení. Ty jsou předávány prezidentem Ukrajiny nebo jeho jménem jinou pověřenou osobou.

## Popis odznaku
Odznak se svým vzhledem podobá dalším odznakům čestných ukrajinských titulů v kategorii zasloužilý. Odznak má tvar oválného věnce spleteného ze dvou větviček vavřínových listů. Ve spodní části jsou větvičky spojeny stuhou. Uprostřed odznaku je nápis Заслуженный экономист. V horní části je věnec přerušen státním znakem Ukrajiny. Všechny nápisy i motivy jsou na odznaku vyraženy. Na zadní straně je spona umožňující jeho připnutí k oděvu. Odznak je vyroben ze stříbra.